# Butano
Con il termine butano ci si riferisce ad un qualunque alcano avente formula bruta C4H10 o per antonomasia all'isomero lineare, chiamato più propriamente n-butano o ad una qualunque miscela dei due isomeri strutturali (n-butano e isobutano) corrispondenti a tale formula.
Il butano si ottiene per distillazione frazionata dal petrolio e dal gas naturale.

## Caratteristiche strutturali e fisiche
A temperatura e pressione ambiente è un gas incolore, ma meno inodore del propano, essendo tuttavia molto facile da liquefare (avendo una temperatura di liquefazione prossima a 0 °C). 
Essendo un idrocarburo, e quindi una molecola apolare, il butano è insolubile in acqua.
Il butano commerciale è caratterizzato da un particolare odore sgradevole al fine di aumentarne la riconoscibilità nell'aria.

## Applicazioni
Avendo un elevato potere calorifico, viene usato generalmente sotto forma di GPL (miscelato con propano) come carburante per automobili e come combustibile, sia per usi domestici che industriali, nonché per alimentare fornelli e lampade da campeggio.
Identificato dalla sigla R-600 secondo il sistema di nomenclatura ASHRAE dei refrigeranti, trova impiego anche come fluido refrigerante in sostituzione dei freon, sottoposti a Phase-down dalla normativa F-gas (essendo nocivi per l'ambiente), ma il suo principale utilizzo industriale è la produzione di prodotti chimici di base, ad esempio come reagente per la produzione di butadiene e acido acetico.
È usato anche come additivo alimentare come antiossidante specialmente in alcuni prodotti fritti e congelati.